# Stane Ivanc
Stane Ivanc, slovenski novinar in prevajalec, * 10. maj 1937, Ljubljana, † 24. februar 1997, Ljubljana.
Diplomiral je 1960 iz francoščine in italijanščine  na ljubljanski Filozofski fakulteti. V letih 1959−1997 je delal pri časopisu Delo na področju zunanje politike kot novinar, urednik in dopisnik. Iz francoščine, italijanščine in srbohrvaščine je prevajal romane in življenjepise. Za prevod Slovarja simbolov (COBISS) je 1994 prejel Sovretovo nagrado.